# Governo Lanza
Il Governo Lanza è stato il tredicesimo esecutivo del Regno d'Italia, guidato da Giovanni Lanza.
Esso, nato in seguito alle dimissioni del governo precedente, è stato in carica dal 14 dicembre 1869 al 10 luglio 1873 (sebbene già dimissionario dal 25 giugno), per un totale di 1 304 giorni, ovvero 3 anni, 6 mesi e 26 giorni, risultando così essere stato il più lungo governo della storia dell'Italia liberale ed il terzo in generale (dopo il Governo Mussolini e, in età repubblicana, il Berlusconi II).

## Compagine di governo

### Appartenenza politica
| Partito | Partito        | Presidente | Ministri | Totale |
| ------- | -------------- | ---------- | -------- | ------ |
|         | Destra storica | 1          | 9        | 10     |

### Situazione parlamentare
NOTA: Ai tempi del Regno d'Italia, poiché secondo lo Statuto Albertino il governo rispondeva nei fatti al solo Re, la fiducia parlamentare in senso moderno non era obbligatoria (ed in tal senso vari sono stati i casi di formazione di un governo palesemente privo di tale supporto). La prassi di determinare la sopravvivenza dell’esecutivo in base al supporto parlamentare, dunque, si è andata sviluppando solo successivamente, specie con l’ascesa dei partiti di massa e con l’introduzione del sistema proporzionale, in tempi molto più tardi rispetto all’unità, ed ufficialmente solo con la Costituzione della Repubblica Italiana. Per questo motivo, il grafico sottostante espone, secondo ricostruzioni e dichiarazioni, nonché secondo la composizione del governo, l’eventuale supporto che questo avrebbe o ha ottenuto.
Al momento della sua entrata in carica e fino al 5 dicembre 1870 (X legislatura):
| Camera              | Collocazione | Partiti              | Seggi     |
| ------------------- | ------------ | -------------------- | --------- |
| Camera dei deputati | Maggioranza  | PLC (151), IND (117) | 268 / 493 |
| Camera dei deputati | Opposizione  | DEM (225)            | 225 / 493 |

Dal 5 dicembre 1870 (XI legislatura):
| Camera              | Collocazione | Partiti             | Seggi     |
| ------------------- | ------------ | ------------------- | --------- |
| Camera dei deputati | Maggioranza  | PLC (233), IND (80) | 313 / 508 |
| Camera dei deputati | Opposizione  | DEM (195)           | 195 / 508 |

## Composizione
| Carica                                | Titolare                                                                    | Titolare                                                                 | Titolare                                                                 |
| Presidenza del Consiglio dei ministri | Presidenza del Consiglio dei ministri                                       | Presidenza del Consiglio dei ministri                                    | Presidenza del Consiglio dei ministri                                    |
| ------------------------------------- | --------------------------------------------------------------------------- | ------------------------------------------------------------------------ | ------------------------------------------------------------------------ |
| Presidente del Consiglio dei ministri |                                                                             |                                                                          | Giovanni Lanza (Destra storica)                                          |
| Ministero                             | Ministri                                                                    | Ministri                                                                 | Ministri                                                                 |
| Affari Esteri                         |                                                                             |                                                                          | Emilio Visconti Venosta (Destra storica)                                 |
| Agricoltura, Industria e Commercio    |                                                                             |                                                                          | Stefano Castagnola (Destra storica)                                      |
| Lavori Pubblici                       |                                                                             |                                                                          | Giuseppe Gadda (Destra storica) (fino al 31 agosto 1871)                 |
| Lavori Pubblici                       |                                                                             | Giuseppe Devincenzi (Destra storica) (dal 31 agosto 1871)                |                                                                          |
| Interno                               |                                                                             |                                                                          | Giovanni Lanza (Destra storica)                                          |
| Pubblica Istruzione                   |                                                                             |                                                                          | Cesare Correnti (Destra storica) (fino al 18 maggio 1872)                |
| Pubblica Istruzione                   | Quintino Sella (Destra storica) Ad interim (dal 18 maggio al 5 agosto 1872) |                                                                          |                                                                          |
| Pubblica Istruzione                   |                                                                             | Antonio Scialoja (Destra storica) (dal 5 agosto 1872)                    |                                                                          |
| Guerra                                |                                                                             |                                                                          | Giuseppe Govone (Destra storica) (fino al 7 settembre 1870)              |
| Guerra                                |                                                                             | Cesare Francesco Ricotti-Magnani (Destra storica) (dal 7 settembre 1870) |                                                                          |
| Marina                                | Stefano Castagnola (Destra storica) Ad interim (fino al 15 gennaio 1870)    | Stefano Castagnola (Destra storica) Ad interim (fino al 15 gennaio 1870) | Stefano Castagnola (Destra storica) Ad interim (fino al 15 gennaio 1870) |
| Marina                                |                                                                             | Guglielmo Acton (Destra storica) (dal 15 gennaio 1870 al 5 agosto 1872)  |                                                                          |
| Marina                                |                                                                             | Augusto Riboty (Destra storica) (dal 5 agosto 1872)                      |                                                                          |
| Finanze                               |                                                                             |                                                                          | Quintino Sella (Destra storica)                                          |
| Grazia e Giustizia e Culti            |                                                                             |                                                                          | Matteo Raeli (Destra storica) (fino al 24 febbraio 1871)                 |
| Grazia e Giustizia e Culti            |                                                                             | Giovanni De Falco (Indipendente) (dal 24 febbraio 1871)                  |                                                                          |

## Cronologia

### 1869
- 14 dicembre - Il Governo giura dinnanzi al Re.

### 1870
- 20 settembre - Con la Presa di Roma, il Lazio, unico territorio ancora in mano allo Stato pontificio dopo i plebisciti del 1860, viene annesso al Regno d'Italia. Il successivo Plebiscito di Roma del 1870 ne ratifica ufficialmente l’incorporazione.
- 2 novembre - È sciolta la Camera dei Deputati e convocati gli elettori per il 20 e 27 novembre; e il nuovo Parlamento per il 5 dicembre, al fine di dare rappresentanza alle neo-annesse aree laziali.
- 20-27 novembre - Si svolgono le elezioni politiche: il governo, rimasto in carica, vede aumentare la sua base di supporto, avendo la Destra storica ottenuto si la maggioranza dei seggi (233), ma non la maggioranza assoluta. Gli indipendenti continuano a supportare il governo.

### 1871
- 3 febbraio - Roma diviene la nuova capitale del Regno d'Italia.

### 1873
- 1º maggio - In seguito all’elevazione, da parte della Camera dei deputati e con il parere contrario del governo, della spesa per la costruzione dell’Arsenale militare marittimo di Taranto a quasi il quadruplo di quanto preventivato, nonostante il Ministro Sella avesse provato a sospendere la promulgazione della legge, il Presidente del Consiglio dichiarava le proprie dimissioni dinnanzi al Re. Questi, tuttavia, dopo un infruttuoso colloquio con Giuseppe Pisanelli, le respingeva.
- 5 maggio - Il Presidente del Consiglio Lanza si reca alla Camera dei Deputati dove annuncia la permanenza in carica del ministero ed il ritiro della legge approvata, tramite decreto reale dello stesso Sovrano, dopo che il Ministro Sella, mediando tra le parti, aveva raggiunto un accordo per il ritiro del disegno di legge.
- 25 giugno - In seguito al rifiuto della Camera, con il parere contrario del governo, dei provvedimenti finanziari disposti da quest’ultimo, l’esecutivo rassegna nuovamente le dimissioni, essendosi il Presidente del Consiglio rifiutato, per superare lo stallo, di accettare la proposta di Minghetti e Depretis di far diventare l’esecutivo un governo di coalizione. Venendo questa volta accettate dal Re, venne affidato un mandato esplorativo a Minghetti.
- 10 luglio - Con il giuramento del nuovo esecutivo si conclude ufficialmente l’esperienza di governo.